# Resolutie 2187 Veiligheidsraad Verenigde Naties
Resolutie 2187 van de Veiligheidsraad van de Verenigde Naties werd op 25 november 2014 met unanimiteit van stemmen aangenomen door de VN-Veiligheidsraad. Met de resolutie werd de UNMISS-vredesmacht in Zuid-Soedan een half jaar verlengd.
De VN-ambassadeur van Zuid-Soedan, Francis Deng, zei dat zijn regering optimistisch bleef over de mogelijkheid van een vredesakkoord. Hij vroeg, net als zijn president Salva Kiir in september voor de Algemene Vergadering had gedaan, om het versterken van de staatsinstellingen van zijn land opnieuw op te nemen in UNMISS' mandaat. Dat mandaat was in mei 2014 aangepast om meer nadruk te leggen op het beschermen van de bevolking, en minder op zaken als ontwapening, hervorming van leger en politie, herstel en ontwikkeling.

## Achtergrond
In 2011 was Zuid-Soedan na decennia van conflict om het olierijke gebied onafhankelijk geworden van Soedan. Eind 2013 ontstond echter een politieke crisis tussen president Salva Kiir en voormalig vicepresident Riek Machar die uitdraaide op etnisch geweld en moordpartijen. Eind 2013 hadden al 45.000 mensen bescherming gezocht bij de bases van de UNMISS-vredesmacht in het land, en VN-medewerkers ontdekten ook massagraven.

## Inhoud
De mensenrechtenschendingen en schendingen van het internationaal recht bleven aanhouden en werden sterk veroordeeld. Daaronder moord, etnisch geweld, verkrachting en ander seksueel geweld, het via de radio aansporen tot dergelijk geweld, inzet van kindsoldaten, verdwijningen, willekeurige arrestaties, terreurcampagnes en aanvallen op scholen, gebedsplaatsen, ziekenhuizen, olie-installaties en -bedrijven, hulpverleners en VN-blauwhelmen gepleegd door gewapende groeperingen en het leger. Alle partijen in het conflict waren mede verantwoordelijk voor het lijden van de bevolking en de steeds ernstiger wordende humanitaire crisis. Ook bleven ze de in januari 2014 bereikte wapenstilstand met de voeten treden.
Het mandaat van de UNMISS-vredesmacht werd verlengd tot 30 mei 2015. Het mandaat bestond uit het beschermen van de bevolking, toezien op de mensenrechten, het mogelijk maken van noodhulpverlening en het ondersteunen van de uitvoering van het wapenstilstandsakkoord. Aanvallen op UNMISS en het IGAD – dat het akkoord had onderhandeld – werden veroordeeld. Zo waren in augustus 2014 nog een VN-helikopter neergehaald door een niet geïdentificeerde groepering en een IGAD-waarnemingsteam in hechtenis genomen.

## Verwante resoluties
- Resolutie 2156 Veiligheidsraad Verenigde Naties
- Resolutie 2179 Veiligheidsraad Verenigde Naties
- Resolutie 2205 Veiligheidsraad Verenigde Naties (2015)
- Resolutie 2206 Veiligheidsraad Verenigde Naties (2015)

Lijst ·  2133 ·  2134 ·  2135 ·  2136 ·  2137 ·  2138 ·  2139 ·  2140 ·  2141 ·  2142 ·  2143 ·  2144 ·  2145 ·  2146 ·  2147 ·  2148 ·  2149 ·  2150 ·  2151 ·  2152 ·  2153 ·  2154 ·  2155 ·  2156 ·  2157 ·  2158 ·  2159 ·  2160 ·  2161 ·  2162 ·  2163 ·  2164 ·  2165 ·  2166 ·  2167 ·  2168 ·  2169 ·  2170 ·  2171 ·  2172 ·  2173 ·  2174 ·  2175 ·  2176 ·  2177 ·  2178 ·  2179 ·  2180 ·  2181 ·  2182 ·  2183 ·  2184 ·  2185 ·  2186 ·  2187 ·  2188 ·  2189 ·  2190 ·  2191 ·  2192 ·  2193 ·  2194 ·  2195